# Taphrinomycetes
De Taphrinomycetes vormen een klasse van de ascomyceten binnen het rijk van de schimmels (Fungi).
Tot deze klasse behoren onder andere gallen en heksenbezem.

## Taxonomie
De taxonomische indeling van de Taphrinomycetes is als volgt:
- Klasse: Taphrinomycetes
  - Subklasse: Taphrinomycetidae
    - Orde: Taphrinales
      - Familie: Protomycetaceae
      - Familie: Taphrinaceae
        - Incertae sedis → Saitoëlla